# Stockholm Requiem
Stockholm Requiem (Sthlm Rekviem) est une série télévisée suédoise en dix épisodes d'environ 45 minutes diffusée du 3 octobre 2018 au 21 novembre 2018 sur TV4. C'est l'adaptation de la série de romans écrits par Kristina Ohlsson.
En France, la série diffusée à partir du 20 octobre 2019 sur 13e rue. Elle reste inédite dans les autres pays francophones.

## Synopsis
Fredrika Bergman, une criminologue non conventionnelle, intègre une unité spéciale d'investigation à Stockholm.

## Distribution
- Jonas Karlsson : Alex Recht
- Alexej Manvelov (VF : Nessym Guétat) : Peder Ryd
- Liv Mjönes : Fredrika Bergman
- Lisette Pagler : dans le rôle de Maria Blomgren pour 2 épisodes

 Source et légende : version française (VF) sur RS Doublage

## Liste des épisodes
Chaque épisode est divisé en deux parties.
1. Non désiré (Oönskad)
2. Permis de séjour (Blodsband)
3. Paper Boy (Papperspojken)
4. Cinérama (Cinerama)
5. Œil pour œil (Öga för öga)